# St. Michael (Korpo)

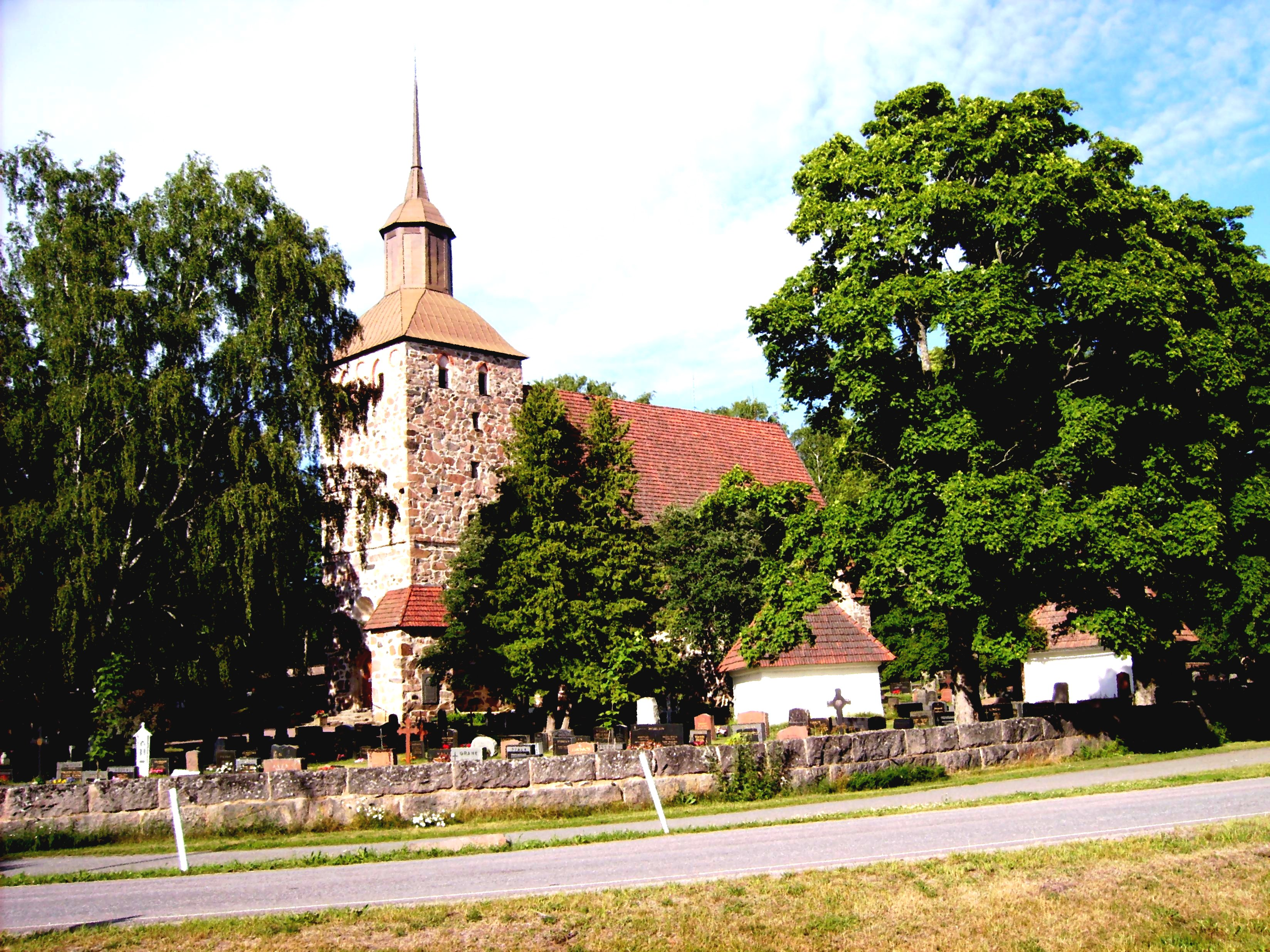
Kirche von Korpo

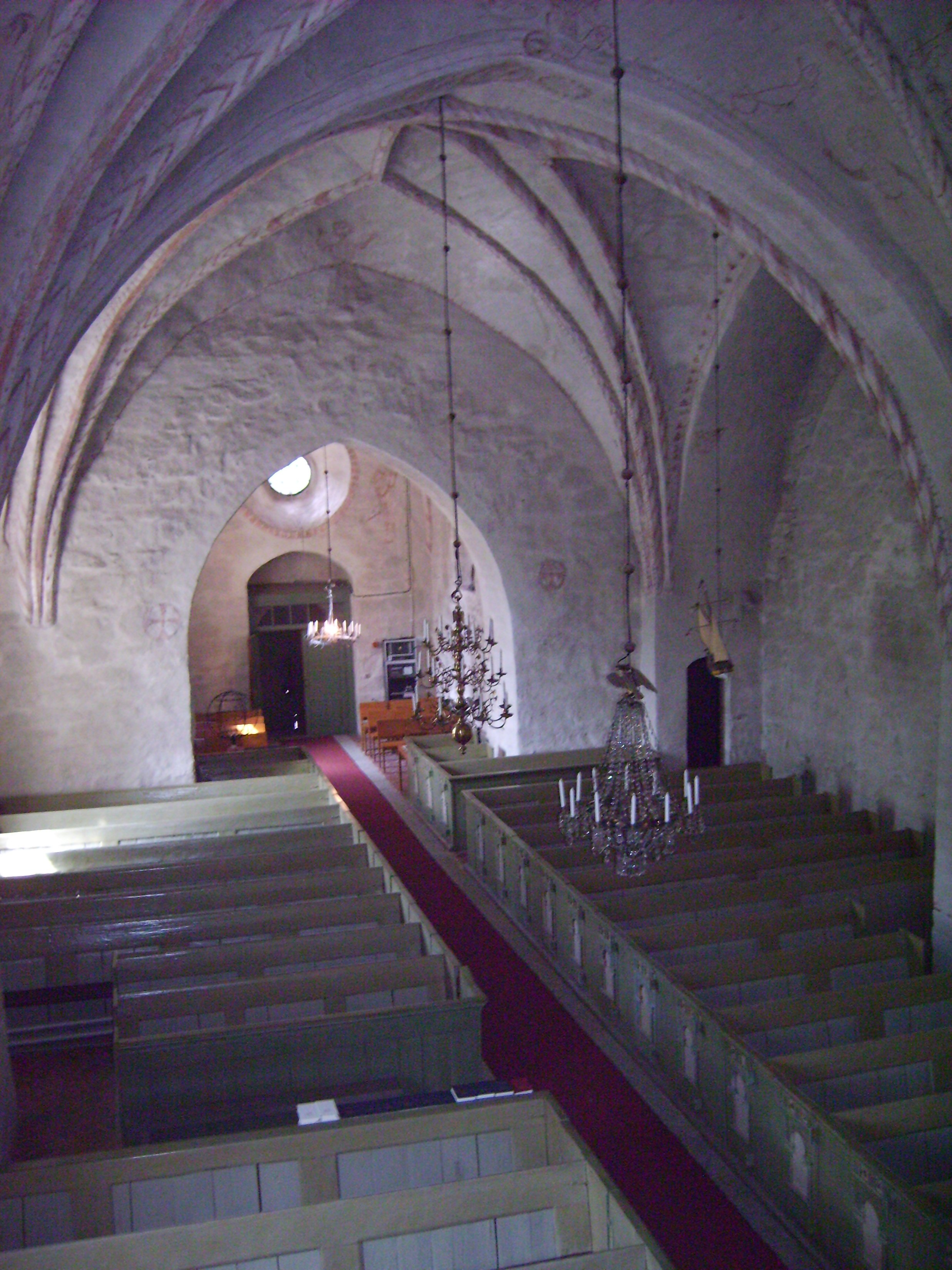
Inneres

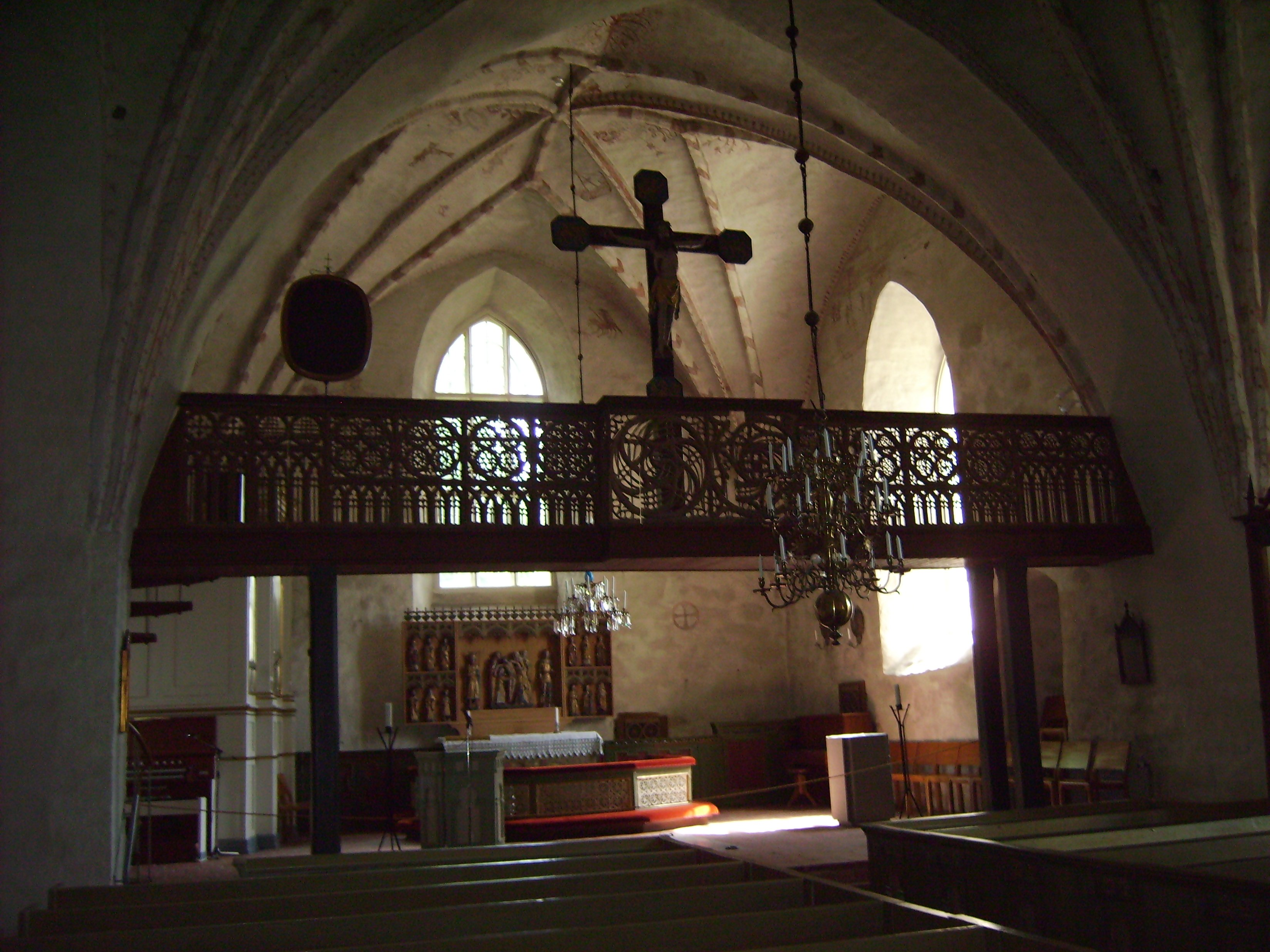
Lettner

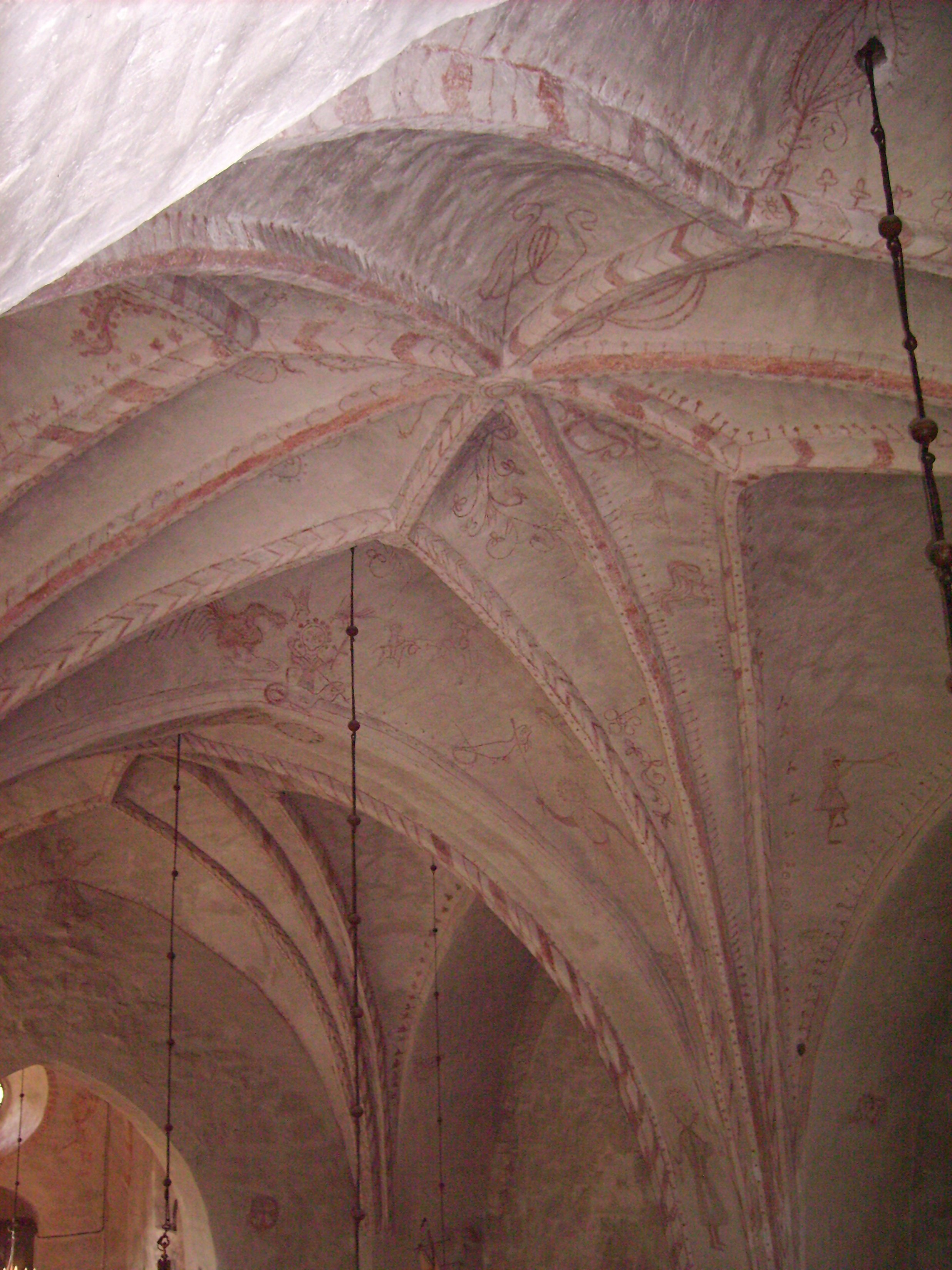
Wandgemälde

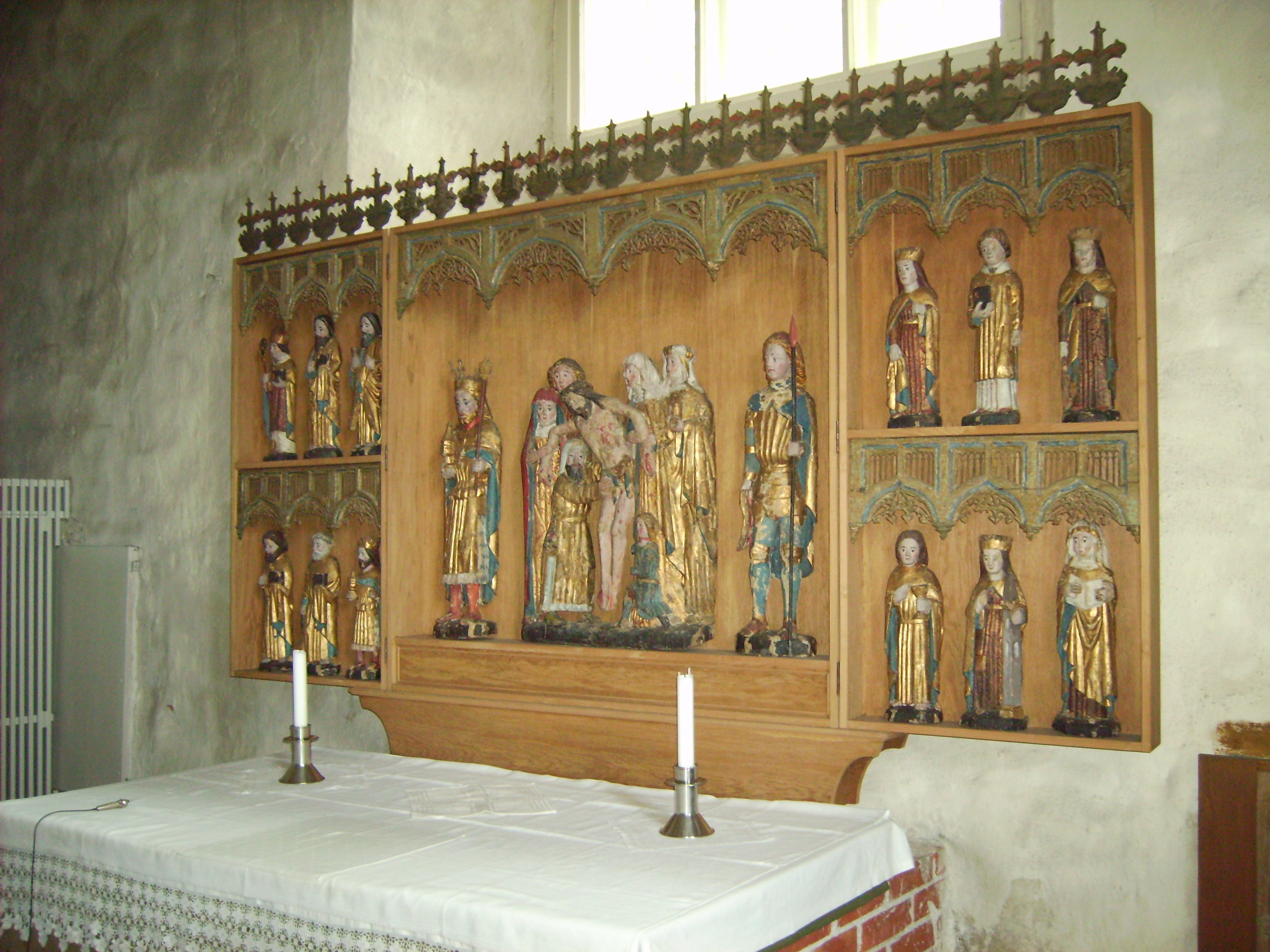
Flügelaltar

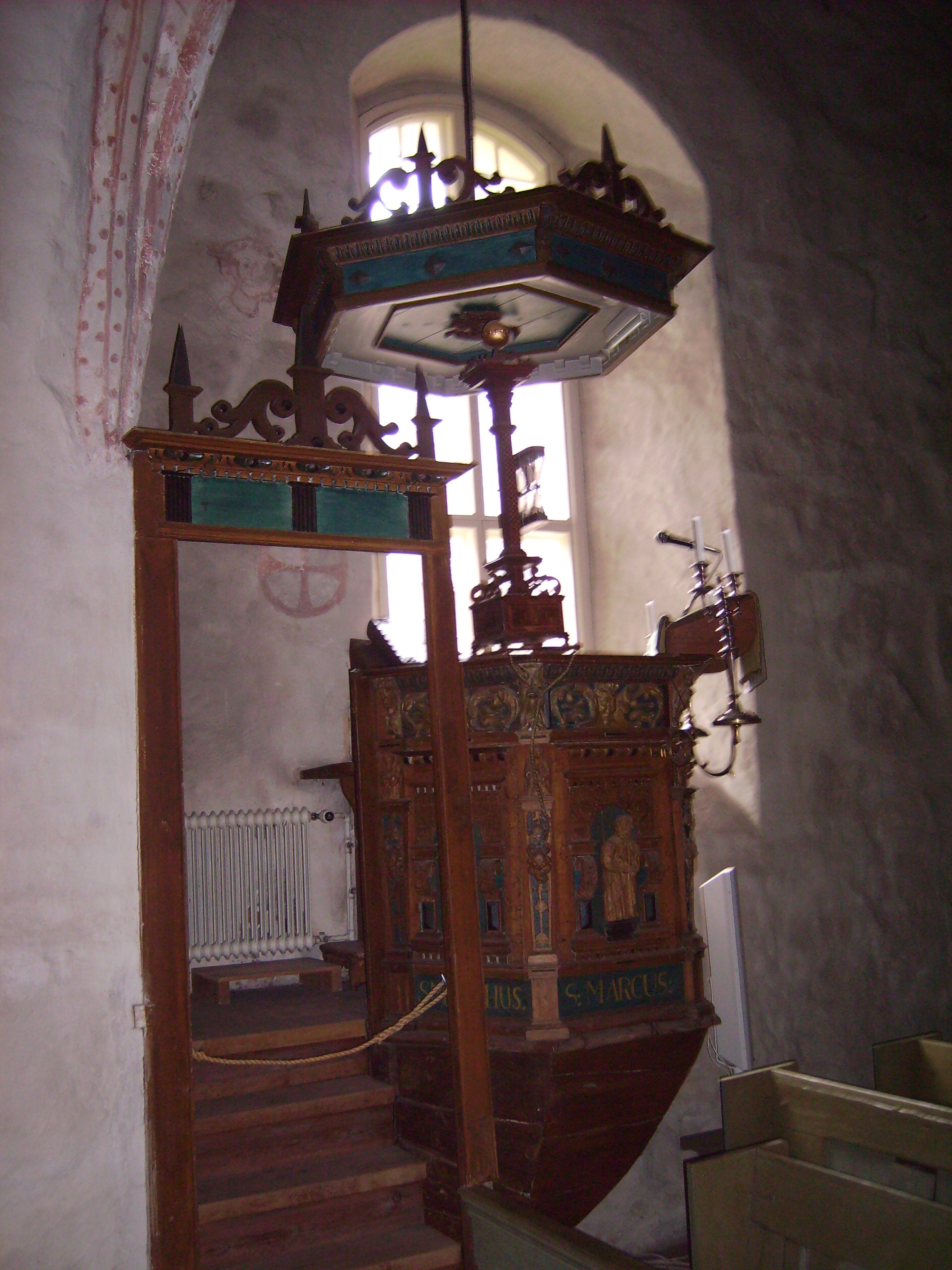
Kanzel

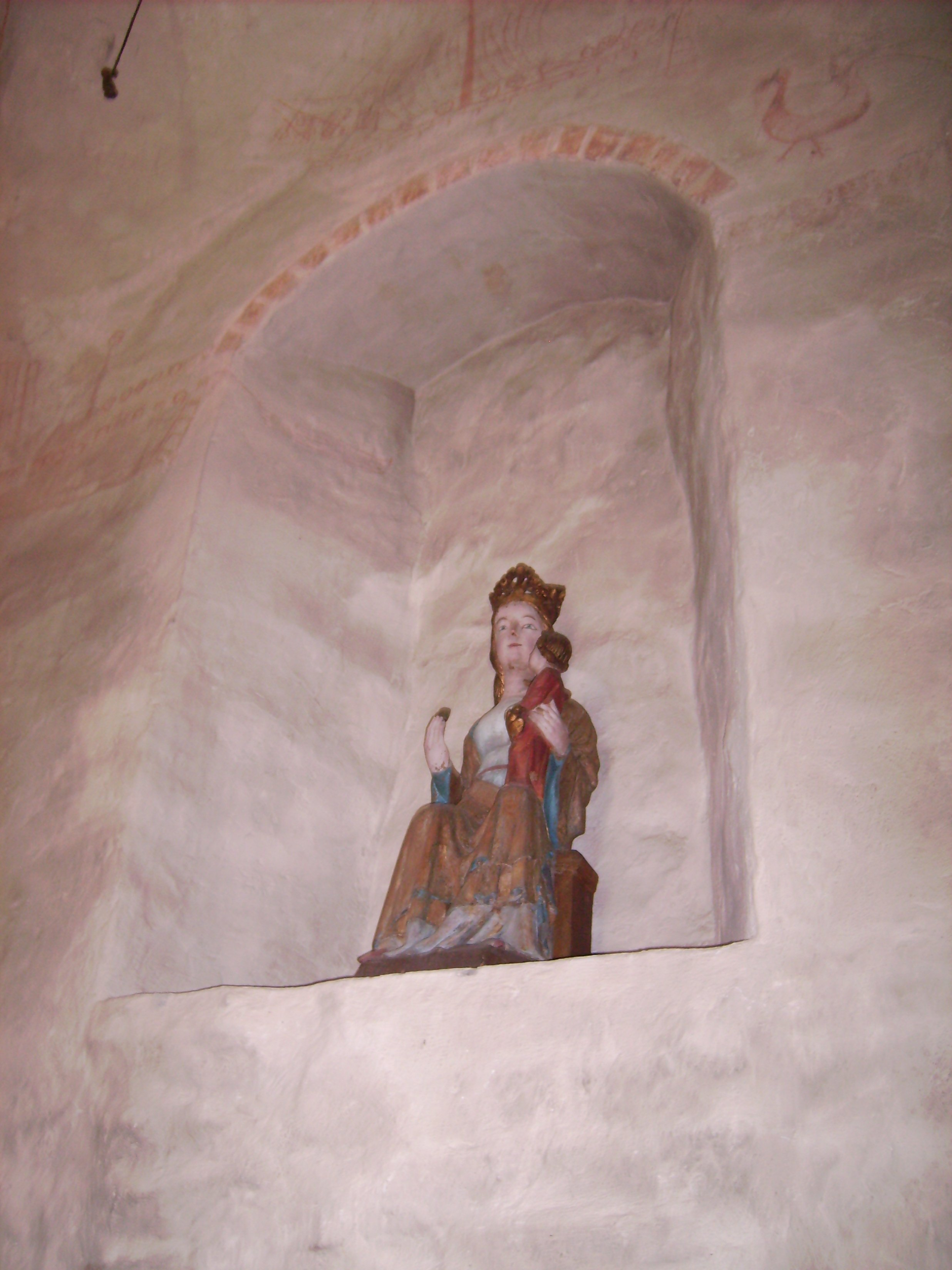
Madonna mit dem Kind

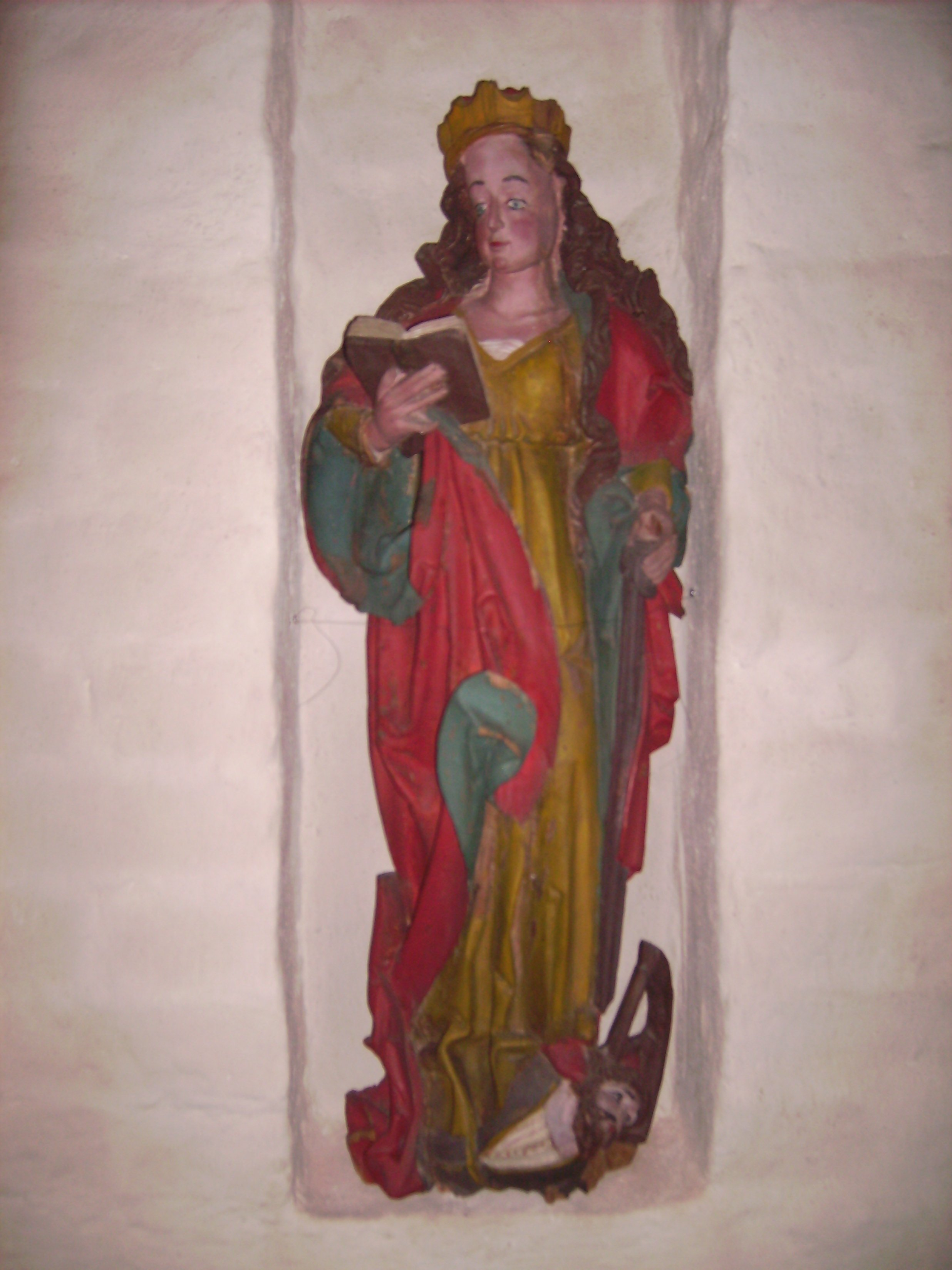
Katharina von Alexandrien

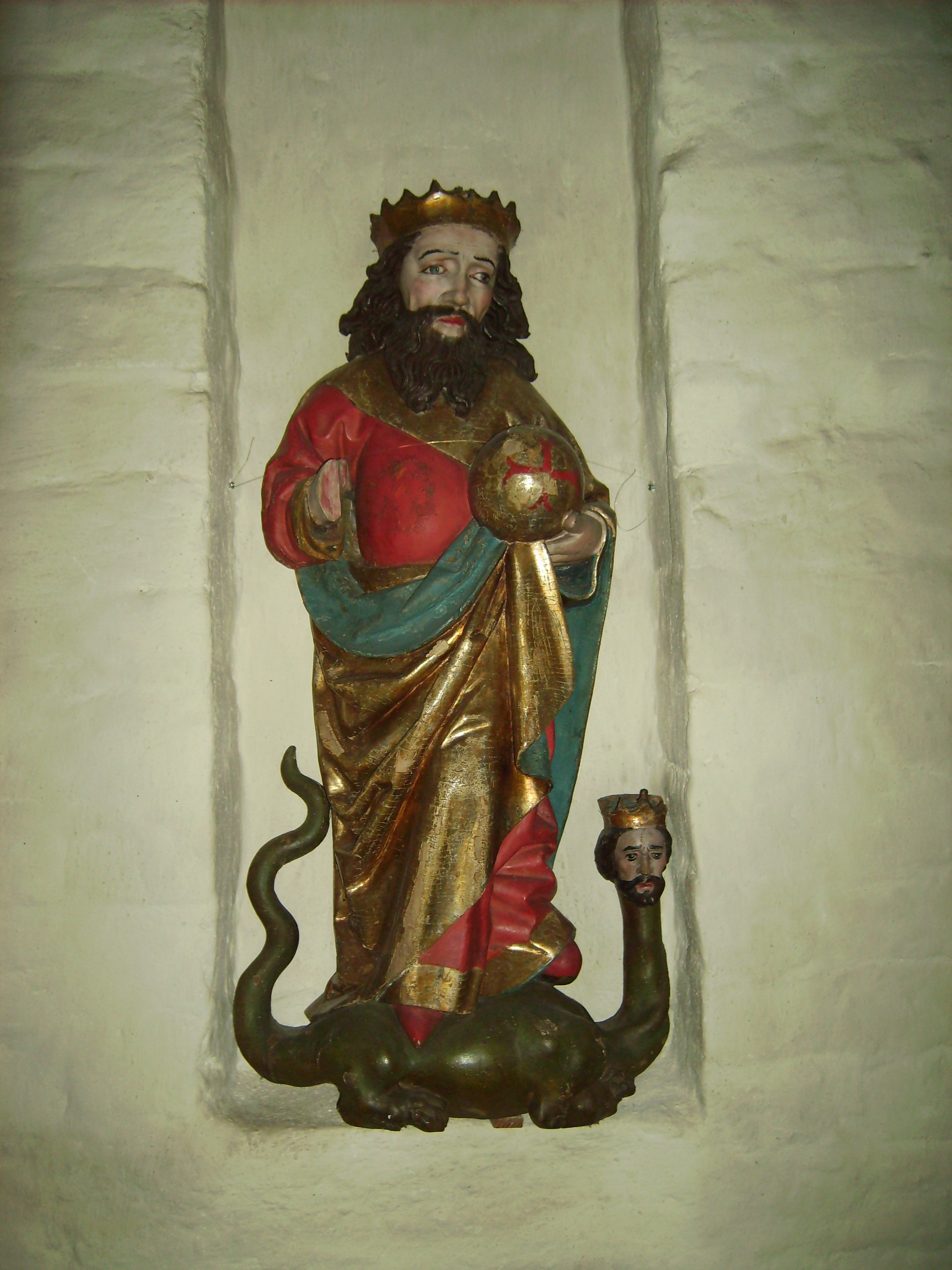
St. Olof

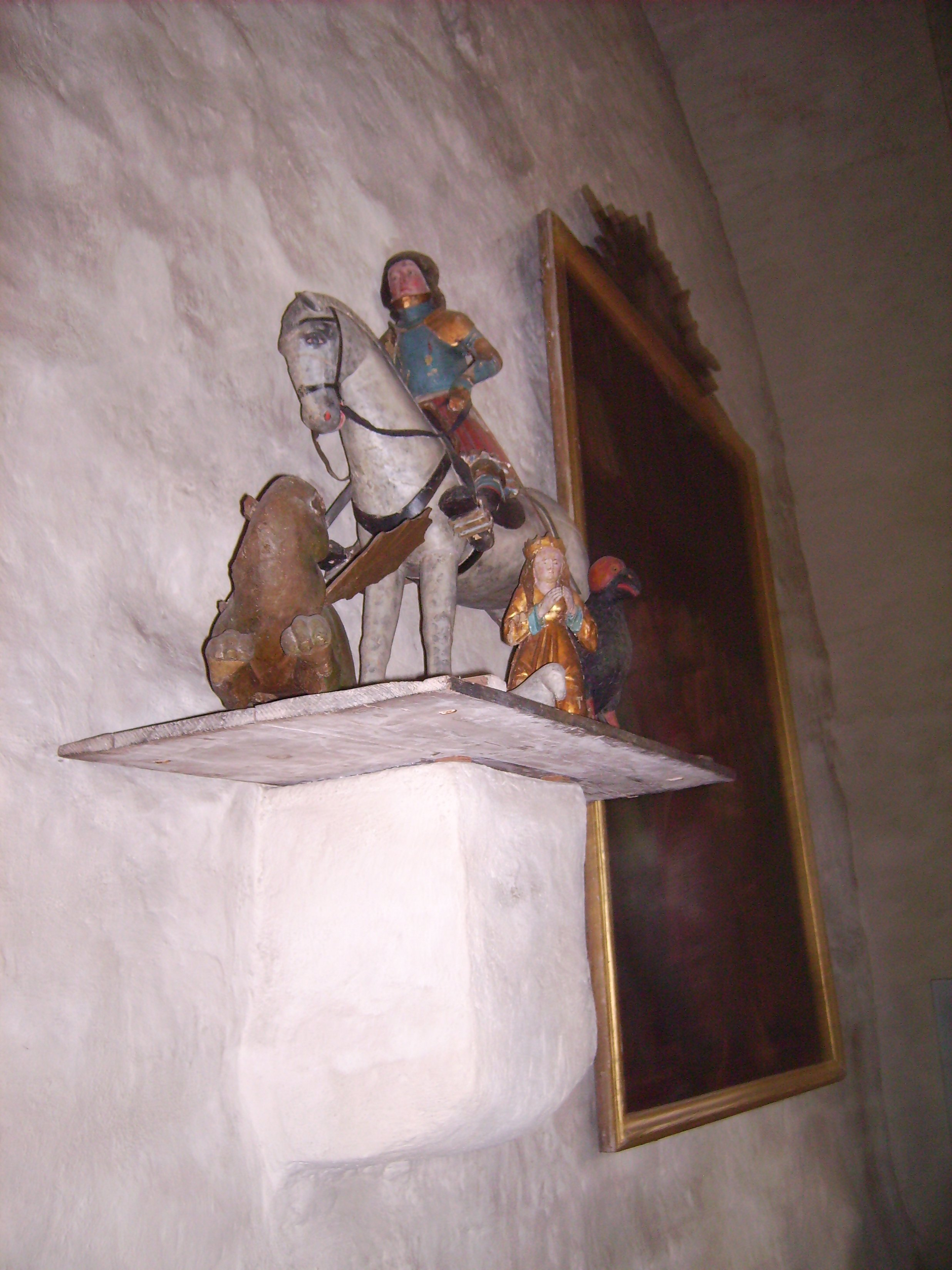
St. Georg

Die evangelisch-lutherische St.-Michael-Kirche in Korpo, einem Stadtteil von Pargas in der finnischen Landschaft Varsinais-Suomi, ist eine der ältesten in Finnland. Sie ist dem Erzengel Michael geweiht. Die Arbeiten an der Kirche dürften bereits im 13. Jahrhundert begonnen worden sein. Sie wurden um 1450 mit der Deckenwölbung abgeschlossen. Das Dach wurde mehrmals umgebaut, ebenso die Ausstattung verändert. 1952/53 wurde das Kircheninnere wieder so hergestellt, wie man glaubte, dass es im 17. Jahrhundert ausgesehen haben könnte.

## Innenausstattung

### Lettner
Das Innere der Kirche wird von einem Lettner dominiert. Er befindet sich zwischen dem Langhaus und dem Chor. Der Lettner dürfte in Finnland und in Nordeuropa einzigartig sein. Er könnte im 15. Jahrhundert als Kanzel gedient haben.

### Gewölbemalereien
Die Malereien im Gewölbe stammen aus der späten Hälfte des 15. Jahrhunderts. Sie beschreiben den Kampf zwischen dem Guten und dem Bösen. Unter den Motiven erkennt man einige Heiligenbilder, Schiffe und möglicherweise auch heidnische Symbole.

### Flügelaltar
Der dreiteilige Flügelaltar stellt dar, wie Jesus vom Kreuz abgenommen wird. Seine Arme werden dabei vor der einen Seite von Maria und Maria Magdalena, auf der anderen Seite von einigen Jüngern gestützt wird. Der Körper wird Josef von Arimathäa übergeben. Links sehen wir Sankt Erik, rechts St. Göran. In den Seitenaltären sind Evangelisten und Heilige, u. a. Jesu Jünger Johannes, St. Barbara und St. Birgitta.

### Kanzel
Die Kanzel von 1646 steht an der südlichen Wand der Kirche, was ungewöhnlich ist. Der Grund könnte sein, dass dort durch ein Fenster Tageslicht hereinfällt.

### Kirchenbänke
Die Kirchenbänke stammen aus dem 17. und 18. Jahrhundert. Sie sind mit Haken befestigt, um Beerdigungen unter dem Boden der Kirche zu ermöglichen. Die Türen sind nummeriert, jedoch in zufälliger Reihenfolge angeordnet.

### Skulpturen
- Madonna mit dem Kind an der nördlichen Wand hinter dem Haupteingang
- Katharina von Alexandrien in der Mitte in einer Nische an der nördlichen Wand
- Sankt Olof
- Sankt Georg
- Erzengel Michael